# Hiera Hodos

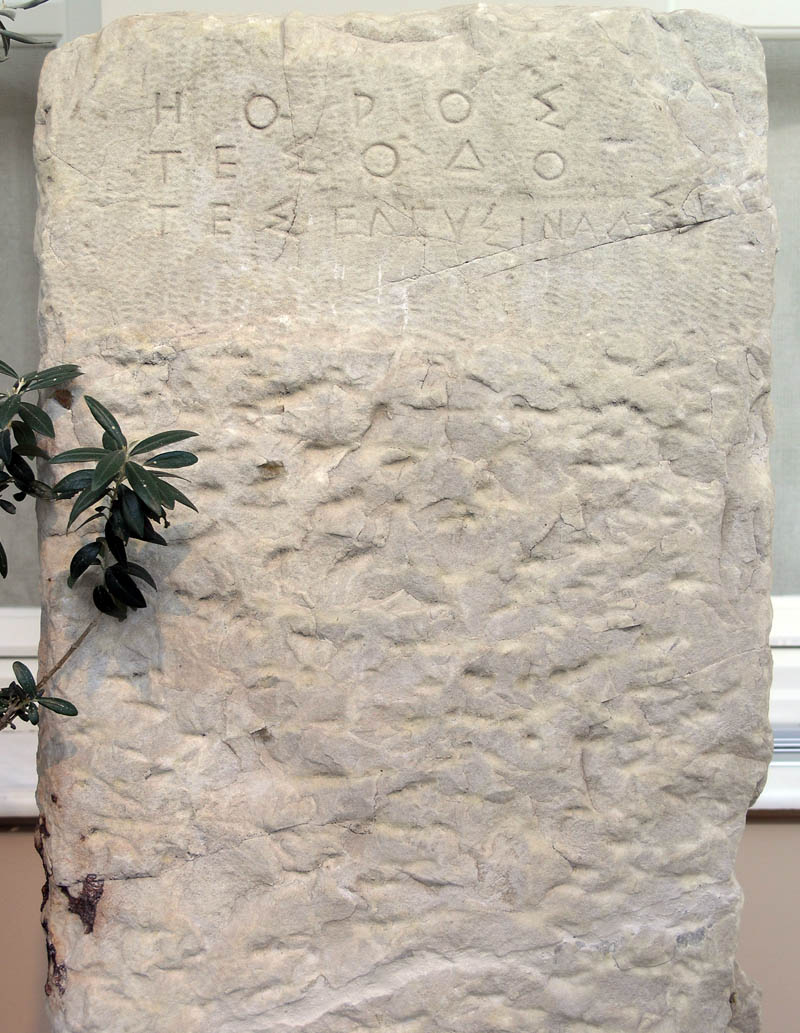
Antike Wegmarkierung an der Heiligen Straße

Hiera Hodos (altgriechisch Ἱερὰ Ὁδός, neugriechisch Ιερά Οδός Iera Odos, deutsch ‚Heilige Straße‘) war die antike Straße von Athen nach Eleusis. Die Heilige Straße wurde so genannt, weil auf ihr der Weg der alljährlichen Prozession zu den Mysterien von Eleusis verlief.

In regelmäßigen Abständen standen an der 20,5 km langen Heiligen Straße Hermesstelen. Die Straße begann am Zwölfgötter-Altar an der Nordwestecke der Agora und passierte die antiken Stadtmauern durch das von zwei viereckigen Türmen gesäumte Heilige Tor (Ἱερὰ Πυλή). Sie durchquerte dann den Kerameikos und den dortigen Friedhof. An dem Ort Gephyra (Gephyreis), wo die „Heilige Straße“ auf einer Brücke den Kephisos überquerte, sollen die Reisenden vulgär beschimpft und verspottet worden sein.
Bei dem heutigen Kloster Daphni überquerte die Straße an einem niedrigen Pass das Aigaleos-Gebirge. Sie führte bis zum Eingang des Demeter-Heiligtums in Eleusis.
Heute noch wird die im Wesentlichen dem Verlauf der antiken Heiligen Straße folgende Hauptverkehrsstraße vom Zentrum Athens durch Egaleo und Chaidari Iera Odos genannt.
Bereits 1891/92 wurde von Dimitrios Kampouroglou ein großes Stück der Straße vom Hügel Prophitis Ilias in Chaidari bis zum Heiligtum der Aphrodite untersucht. Von 1932 bis 1939 erfolgten Grabungen unter Konstantinos Kourouniotis und Ioannis Travlos. Grabungen an der Heiligen Straße im Bereich des Heiligen Tores wurden von 2002 bis 2005 vom Deutschen Archäologischen Institut Athen durchgeführt.
Die anlässlich der Erweiterung des Athener U-Bahn-Netzes vor den Olympischen Spielen 2004 freigelegten Teile der Heiligen Straße sind an der Metro-Station Egaleo der Öffentlichkeit zugänglich.